# Ippen
Ippen (1239-1289) ou Ippen Shōnin (le saint Ippen), de son nom de naissance Chishin, était un moine bouddhique japonais de l’époque de Kamakura, fondateur de l’école amidiste Ji-shū (école du temps).

## Biographie
Ippen, né en 1239, était le second fils d’une famille du clan de samouraïs Kōno de la province d'Iyo. À la suite de la révolte de Jōkyū, son père, qui avait pris le parti des vaincus, se fit moine bouddhique, tandis que sa mère mourut alors qu’il avait dix ans. Ippen entra en religion à quinze ans et étudia les enseignements de la branche Seizan du bouddhisme de la Terre pure (Jōdo au Japon) à Dazaifu auprès de Shōtatsu (聖達), lui-même disciple de Shōkū. Il revint un temps à la vie civile de 1263 à 1267 pour succéder à son père après sa mort dans la gestion des affaires familiales. Il retourna à la vie religieuse en 1267, établissant un ermitage de montagne où il se voua trois ans à la pratique religieuse et la méditation. À l’été 1274, Ippen était en retraite à Kumano, lieu sacré du shinto. Selon la légende, il y eut une révélation (gongen) qui l’invita à répandre la foi d’Amida dans tout le pays : tout homme pouvait accéder à la Terre pure (ōjō) du bouddha Amida par le nenbutsu, c’est-à-dire la récitation de l’invocation de son nom,. Il voyagea alors dans les temples et sanctuaires du Japon pour répandre cette doctrine. Dès lors, le moine prit le nom d’Ippen et mena une vie de pèlerin itinérant, distribuant des tablettes où était inscrit le nenbutsu. Signe d’une époque où l’enseignement religieux se fait plus populaire et accessible, Ippen prêchait dans tous les lieux du quotidien : relais, marchés, villages... Il accompagnait ses récitations du nom d’Amida par des danses extatiques (odori nenbutsu) qui séduisaient la populace par leur « exaltation frénétique »,.

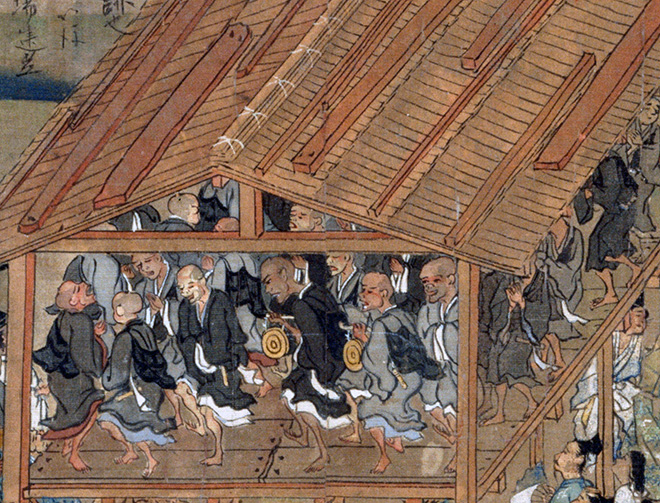
Détail du rouleau 7 des “Ippen Hijiri-e” montrant des moines priant et dansant dans un temple de Kyoto.

Il tomba malade en 1289 et mourut à Hyōgo (de nos jours Kōbe) au Kannon-dō (Shinkō-ji), où son mausolée se dresse. Peu avant sa mort, il aurait brûlé la majeure partie de ses écrits. Il fut connu sous le nom de Yugyō Shōnin (le saint voyageur), et obtint en 1886 le titre posthume d’Enshō Daishi (le grand maître de l'Illumination universelle).
Il semble qu’Ippen convertit une large fange de la population à sa doctrine, peut-être plus de 250 000 personnes. Du milieu du XIVe siècle jusqu’au début du XVIe, l’école Ji-shū était probablement l’école amidiste la plus populaire du Japon. Toutefois, au XVIe siècle, elle perdit fortement de son influence et n’est plus qu’un mouvement religieux minoritaire au Japon de nos jours.

## Doctrine
L’étude de la pensée d’Ippen est rendue très complexe par l’absence de documents de sa main ; selon la tradition, il aurait brûlé l’ensemble de ses écrits peu avant sa mort. Sa doctrine est ancrée dans l’amidisme et le Shingon tantrique qui l’ont beaucoup intéressé. Des documents rapportent, sans preuve formelle, qu’il a aussi étudié le Zen auprès de Kakushin.
L’école Ji-shū qu’il a fondée (il préférait parler de congrégation plutôt que d’école) prône la pratique assidue du nenbutsu, c’est-à-dire la récitation de l’invocation du nom du bouddha Amida : « Namu Amida Butsu ». Quiconque ne se détourne pas du nenbutsu peut selon lui accéder à la Terre pure d’Amida (ōjō), même les non-croyants et les pécheurs. Selon les mots d’Ippen, « le nenbutsu récite de nenbutsu », la puissance d’Amida incarné par le nenbutsu transcende tous les karma. Son école est ainsi nommée Ji (le temps) en référence à la récitation du nenbutsu à tout moment de la journée. Ippen avait également divisé la journée en six périodes, de sorte qu’un fidèle était chargé de chanter le nenbutsu durant chacune d’elles. C’est la simplicité des doctrines et des pratiques religieuses du bouddhisme de la Terre pure qui rend ce courant si populaire auprès du peuple japonais à l’époque de Kamakura. 
La pratique religieuse d’Ippen reposait sur deux principes essentiels : le fusan (distribution de tablettes portant l’inscription du nenbutsu) et le yūgyō (le voyage), impliquant la renonciation à la propriété, le célibat et la pauvreté matérielle. Ippen se montrait strict et imposait un nombre d’effets personnels très limités aux fidèles qui pratiquaient le yūgyō. Il pratiqua également les nenbutsu dansés (odori nenbutsu).

## Sources

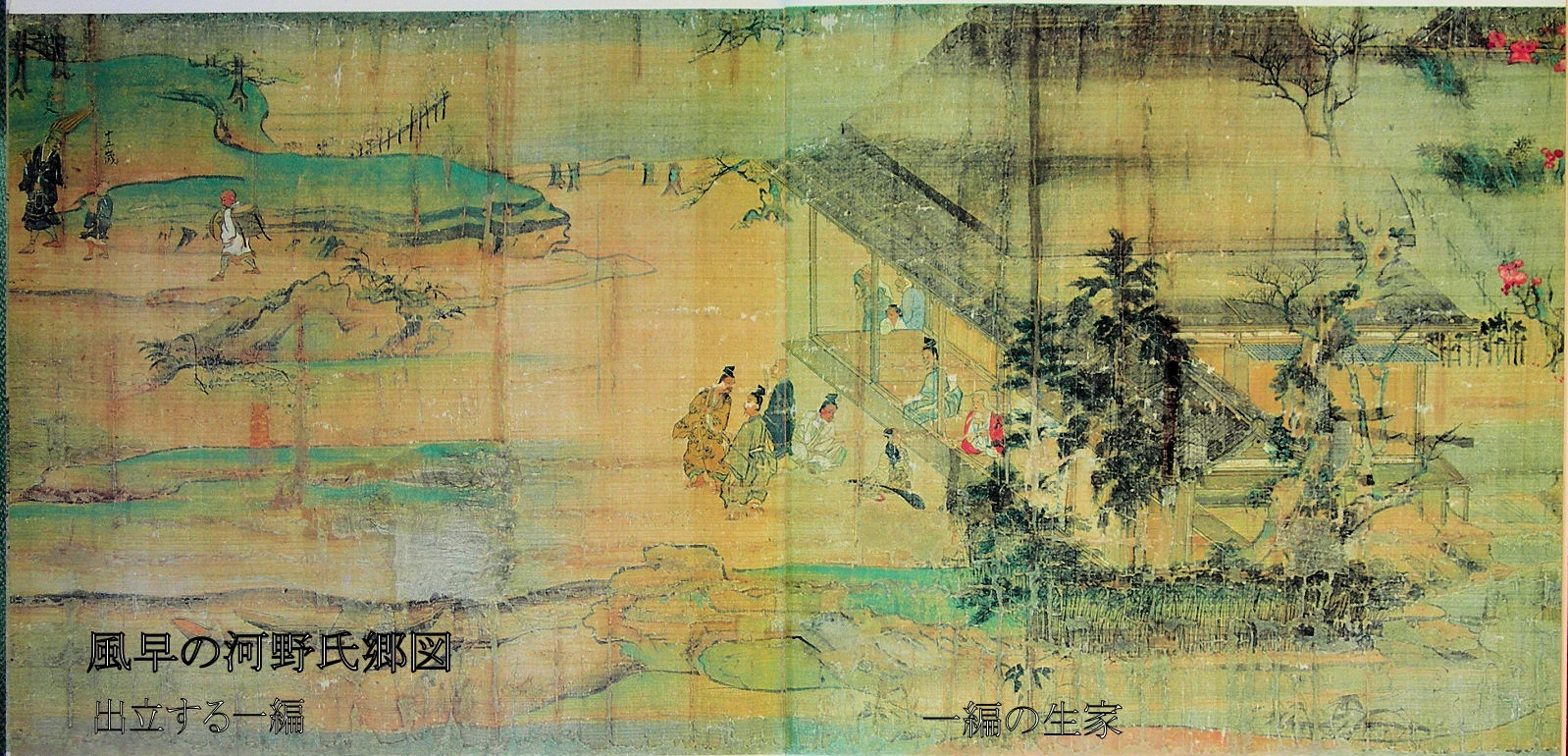
Le départ du jeune Ippen pour son apprentissage des enseignements bouddhistes. Biographie illustrée du moine itinérant Ippen, 1299.

La vie d’Ippen a fait l’objet de plusieurs biographies dans la décennie suivant sa mort, dont deux particulièrement notables : la première de son disciple et jeune frère Shōkai, la seconde de Sōshun (élève de Taa, lui-même disciple d’Ippen). Chacune de ces biographies fut transcrite en emaki (rouleaux narratifs peints) intitulés Biographie illustrée du moine itinérant Ippen. Le premier emaki est achevé en 1299 sous la supervision du peintre En-I, soit dix ans après la mort d’Ippen. La richesse de sa confection (usage de la soie) témoigne de l'importance du moine. Il existe plusieurs autres versions et des copies de ces emaki.